# Montfalcó Murallat
Montfalcó Murallat és una entitat de població del municipi de les Oluges a la comarca de la Segarra. El seu conjunt arquitectònic ha estat declarat bé cultural d'interès nacional.

## Descripció
Montfalcó Murallat està aturonat damunt la confluència del Sió i del seu afluent per l'esquerra, la riera de Vergós. Forma un recinte clos i murat i es tracta d'un excepcional exemple de vila closa que conserva en bon estat el mur perimetral al qual s'adossaren interiorment les cases. La muralla només es pot apreciar des de fora, està formada per carreus rectangulars units amb morter alternats per altres carreus de mida gairabé quadrada. Al llarg dels anys s'hi ha realitzat diferents obertures per a adequar la fortificació a les noves necessitats de les cases que s'hi adossaren posteriorment. Està construïda sobre el basament calcari natural del tossal amb una alçada que supera els 8 metres i una amplada de més de 2 metres, amb un perfil corbat. El portal d'accés a la vila closa, està format per una doble porta d'arcs de mig punt adovellats. La més interior, que es troba al mateix mur, és emmarcada per dos talussos que reforcen la paret i donen a un pati quadrangular. L'antic castell presenta una planta allargada, que s'adapta al cim del turó. Els costats més llargs són el nord i el sud, lleugerament convergents cap a l'est, on es tanquen contra l'absis de l'església. Amb el pas dels segles, el castell va perdre la seva condició i albergà unes quantes cases. Pel que fa al seu traçat urbà, es basa en una plaça central, amb cisterna i amb un carrer principal que la rodeja, a partir del que surten petits carreronets amb un esquema força laberíntic i normalment sense sortida, en un dels quals hi ha l'antic forn. Els habitatges situats al voltant de la plaça tenen un esquema força regular, sobretot els que estan situats als porxos; en canvi, els habitatges dels carrers secundaris varien considerablement uns als altres.

## Història
El Castell de Montfalcó, que donà origen a la vila, fou bastit possiblement vers el segle xi quan el comte de Berga repoblà la zona propera al Sió, integrant-la al comtat de Cerdanya.
Els primers documents referents a Montfalcó daten de 1043. Probablement Montfalcó va estar en un principi sota l'alt domini dels comtes de Cerdanya, que l'infeudaren a diversos nobles.
Per un document de 1079 se sap que en aquests moments era senyor de la vila i el castell Ramon Miró, i el 1095 consta que era de Dalmau Bernat, segurament vescomte de Berguedà.
El 1135 Guillem de Berguedà prestà homenatge a Ramon Berenguer IV pel castell.
De l'any 1157 hi ha notícia del Castell de Montfalcó pel testament de Berenguer d'Altés. El 1172 serà propietat de Ramon de Cervera. L'any 1179 apareix esmentat en el testament de Ramon de la Guàrdia, tot i que se sap que encara era propietat dels Cervera.
Pel testament de Ramon de Cervera sabem que el 1182 el "castrum Monfalcon" era assignat a "Guillelmo filio meo"
Per casament, el 1234 el castell passà a ser propietat de Ramon Folc VIII de Cardona, integrant-se així al vescomtat i més tard comtat i ducat de Cardona, formant part de la batllia de Torà. Aquesta situació es donà fins a la desamortització del segle xix.